# Murat Yalçınkaya
Murat Yalçınkaya (* 6. Januar 2000) ist ein türkischer Leichtathlet, der im Mittelstreckenlauf sowie im Hindernislauf an den Start geht.

## Sportliche Laufbahn
Erste internationale Erfahrungen sammelte Murat Yalçınkaya im Jahr 2016, als er bei den erstmals ausgetragenen Jugendeuropameisterschaften in Tiflis im 1500-Meter-Lauf mit 4:03,52 min in der ersten Runde ausschied. Im Jahr darauf belegte er bei den U18-Weltmeisterschaften in Nairobi in 5:49,27 min den fünften Platz über 2000 m Hindernis und 2018 erreichte er bei den U20-Weltmeisterschaften in Tampere nach 9:18,03 min Rang 14 über 3000 m Hindernis. 2019 siegte er dann bei den U20-Europameisterschaften in Borås in 8:58,20 min im Hindernislauf. 2020 gewann er bei den Balkan-Hallenmeisterschaften in Istanbul in 1:50,86 min die Bronzemedaille im 800-Meter-Lauf und bei den Freiluftmeisterschaften in Cluj-Napoca sicherte er sich in 1:49,87 min die Silbermedaille. 2021 belegte er bei den Balkan-Hallenmeisterschaften in 1:51,35 min den sechsten Platz.
In den Jahren 2020 und 2021 wurde Yalçınkaya türkischer Hallenmeister im 800-Meter-Lauf.

## Persönliche Bestleistungen
- 800 Meter: 1:49,22 min, 5. September 2020 in Istanbul
  - 800 Meter (Halle): 1:49,90 min, 22. Dezember 2019 in Istanbul
- 1500 Meter: 3:49,64 min, 3. August 2019 in Bursa
  - 1500 Meter (Halle): 3:53,88 min, 27. Januar 2018 in Istanbul
- 3000 m Hindernis: 8:54,82 min, 3. Juli 2019 in Cluj-Napoca